# Night and Day (Ledgerwood)
Pour les articles homonymes, voir Night and Day.
Night and Day (« Nuit et Jour » en anglais) est une œuvre de la plasticienne américaine Judy Ledgerwood, située à Paris, en France. Installée dans la station de métro Bir-Hakeim, il s'agit d'une œuvre de verre peint.

## Description
L'œuvre consiste en un ensemble de panneaux de verre peint, formant deux parties. Chacune de ces parties forme un triangle à base très large. L'une des parties (le « Jour ») a une teinte majoritairement jaune, tandis que l'autre (la « Nuit ») est principalement bleue. Les verres sont peints de formes abstraites, succession de losanges et de fleurs.

## Localisation
Les deux parties de l'œuvre sont installées à chacune des extrémités de la station Bir-Hakeim, dans le 15e arrondissement de Paris. Chacune occupe la portion verticale triangulaire de la verrière, au-dessus des voies, la partie « nuit » faisant ainsi face à la partie « jour ».

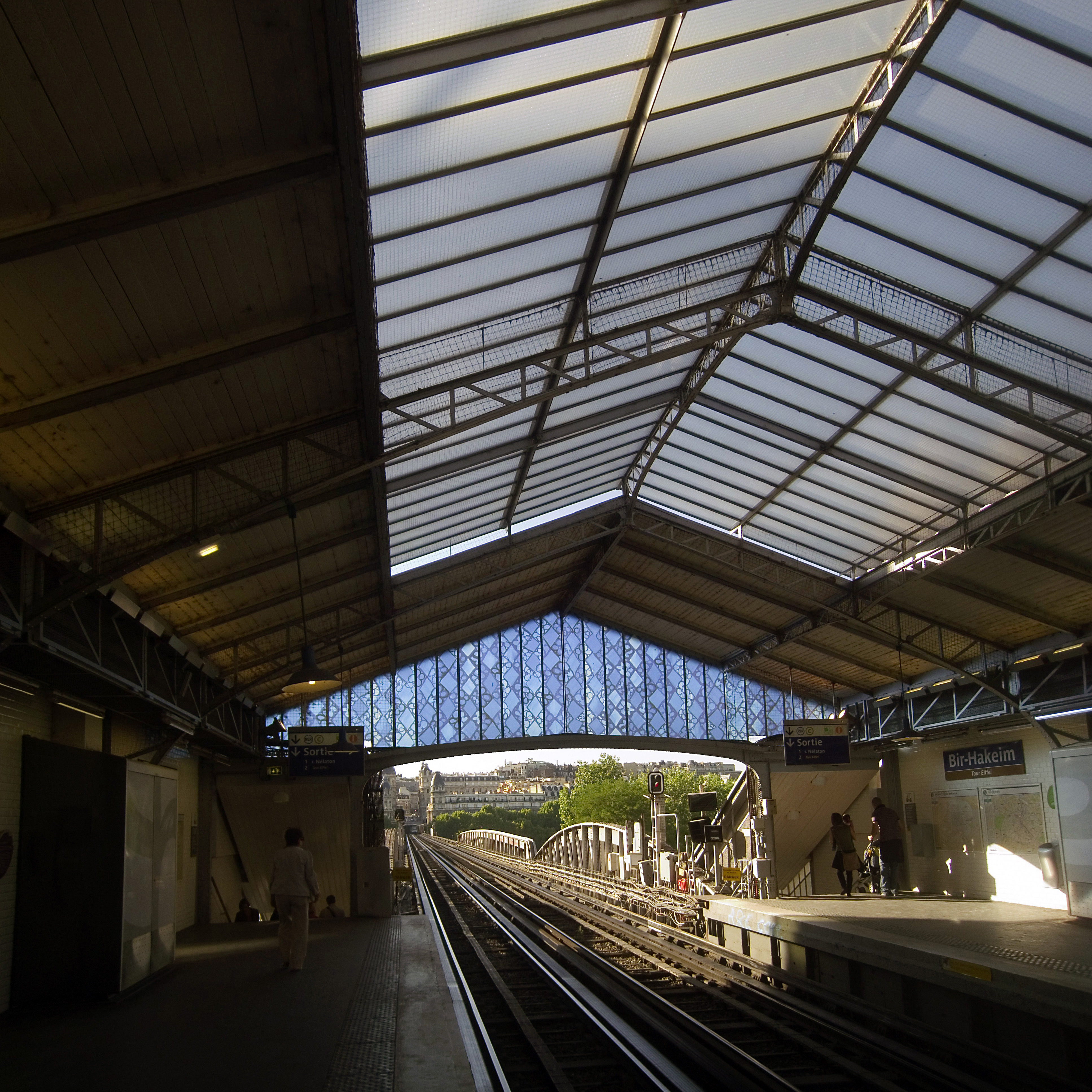
Nuit.
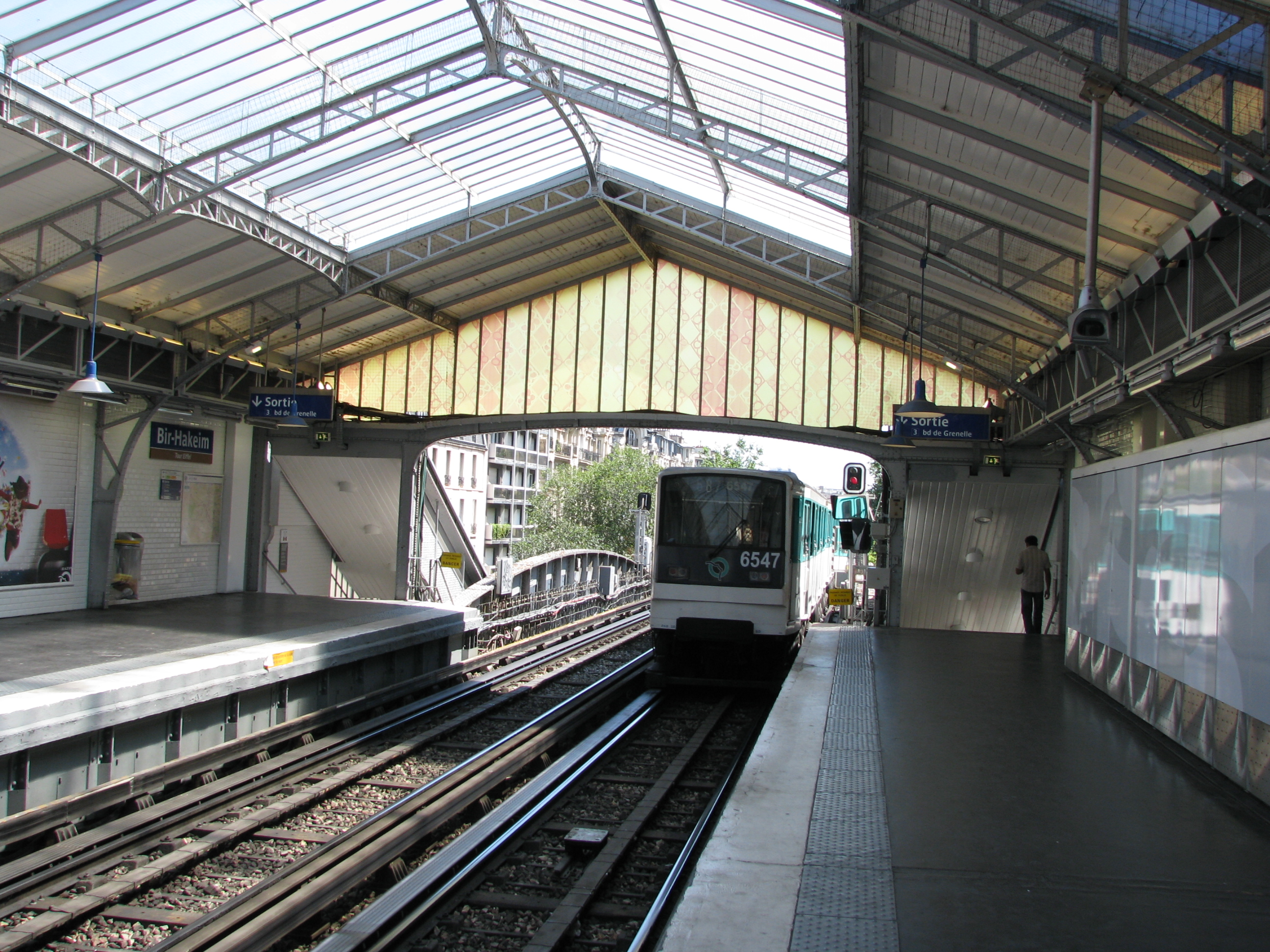
Jour.

## Historique

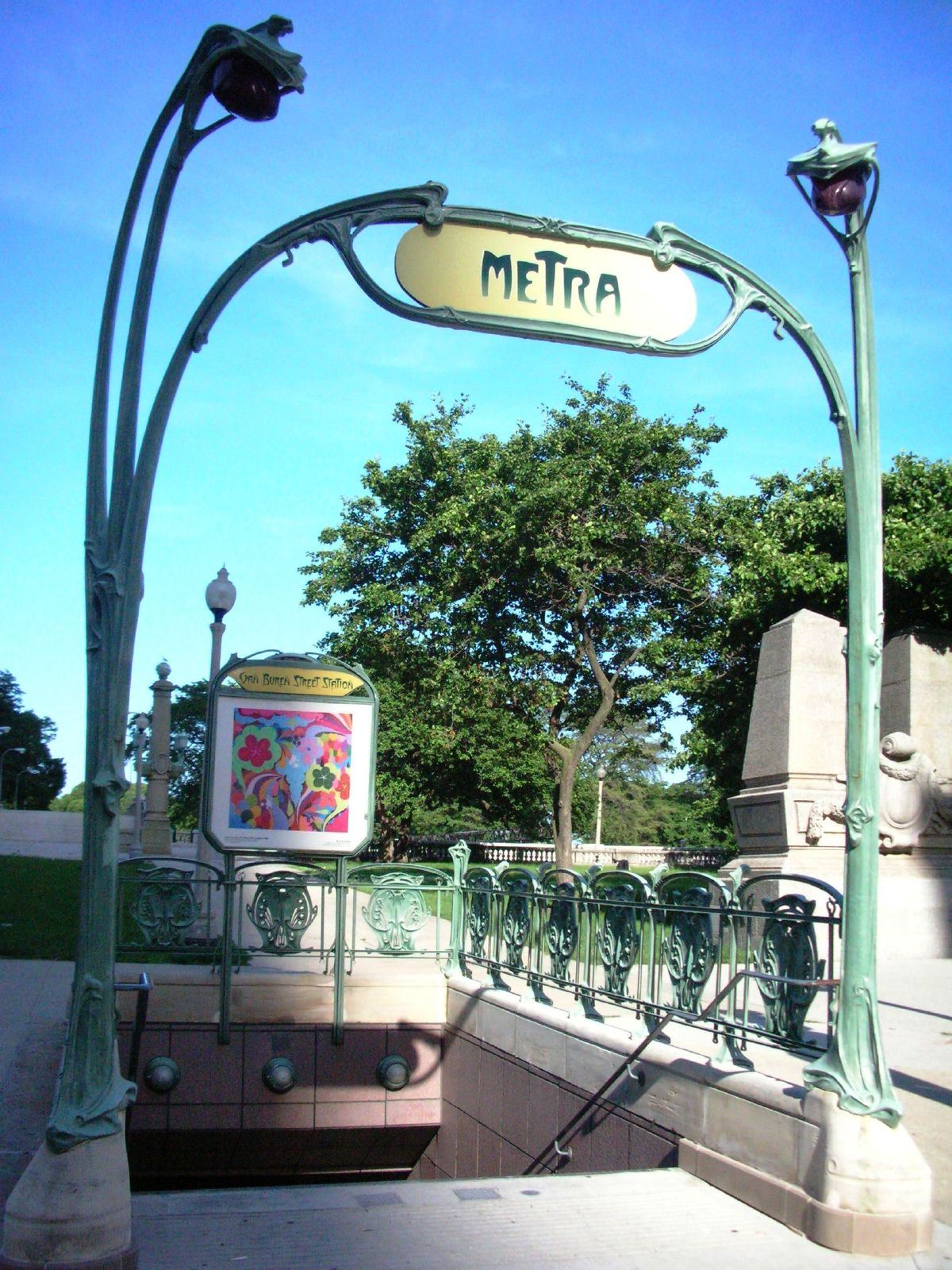
Entrée de la station Van Buren Street à Chicago.

En 2001, la ville de Paris offre à Chicago un édicule Guimard, installé sur la station Van Buren Street du Metra. En retour, la RATP reçoit l'œuvre Night and Day en 2008. Elle est installée dans la station Bir-Hakeim en 2008, après la rénovation de celle-ci.

## Artiste
Judy Ledgerwood (née en 1959) est une plasticienne américaine.